# Юань (річка)
Юань (спрощ.: 沅江; піньїнь: Yuán Jiāng; Вейд-Джайлз: Yüan Chiang) або Юаньцзян — річка в Китаї, притока озера Дунтін (басейн Янцзи). Бере свій початок поблизу міста Дуюнь на південному сході Гуйчжоу. Утворюється злиттям річок Лунтоу, Ціншуй та У в місті Хунцзян. Далі тече не північний схід через провінцію Хунань, впадає у Дунтінху в місті Чанде.

## Каскад ГЕС
На річці розташовані ГЕС Hóngjiāng, ГЕС Ānjiāng, ГЕС Тунвань, ГЕС Qīngshuǐtáng, ГЕС Дафутан, ГЕС Уцянсі, ГЕС Língjīntān, ГЕС Таоюань.